# بطولة العالم لسباق الدراجات على الطريق 1936
بطولة العالم لسباق الدراجات على الطريق 1936 هي الدورة ال16 من بطولة العالم لسباق الدراجات على الطريق، أجريت في برن (مدينة)، سويسرا.

## النتائج النهائية
| المسابقة            | ذهبية                 | فضية                | برونزية                |
| ------------------- | --------------------- | ------------------- | ---------------------- |
| الرجال              |                       |                     |                        |
| سباق الطريق المداري | أنطونين ماغني (فرنسا) | ألدو بيني (إيطاليا) | ثيو ميديلكامب (هولندا) |